# Otacilia longa
Espèce
Synonymes
- Phrurolithus longus Fu, Chen & Zhang, 2016

Otacilia longa est une espèce d'araignées aranéomorphes de la famille des Phrurolithidae.

## Distribution
Cette espèce est endémique du Yunnan en Chine,. Elle se rencontre dans le xian de Xinping.

## Description
Le mâle holotype mesure 2,93 mm et la femelle paratype 4,85 mm.

## Publication originale
- Fu, Chen & Zhang, 2016 : New Phrurolithus species from China (Araneae, Phrurolithidae). Ecologica Montenegrina vol. 7, p. 270-290 (texte intégral).